# Крупа Євген Іванович
Євген Іванович Крупа (1 лютого 1929, село Хмільок, тепер Люблінського воєводства, Республіка Польща — 2005, смт. Козова Тернопільської області) — український радянський діяч, новатор виробництва, апаратник Козівського цукрового заводу Тернопільської області. Депутат Верховної Ради УРСР 7-го скликання.

## Біографія
Народився у селянській родині. У 1945 році разом із сім'єю переселений до села Галущинці Підволочиського району Тернопільської області.
З 1950-х років — майстер Волочиського цукрового заводу Хмельницької області, майстер та апаратник Бучацького цукрового заводу Тернопільської області, апаратник Козівського цукрового заводу Тернопільської області. Передовик виробництва, раціоналізатор.
Потім — на пенсії у смт. Козовій Тернопільської області.

## Нагороди
- орден Леніна
- медалі